# Stockwell, Indiana
Stockwell är en ort i Tippecanoe County, Indiana, USA.